# 엄마 없는 하늘 아래 3
"엄마 없는 하늘 아래 3 - 병아리들의 잔칫날"은 한국에서 제작된 이원세 감독의 1978년 드라마, 가족 영화이다. 박근형 등이 주연으로 출연하였고 한갑진 등이 제작에 참여하였다.

## 출연

### 주연
- 박근형
- 윤미라
- 김재성
- 이경태

### 조연
- 박성익
- 고영갑
- 김지명
- 이동진
- 서진옥
- 추석양
- 성명순
- 김승남
- 임해림

## 제작진 정보
- 조명: 이억만
- 조감독: 한영열
- 조감독: 장영일
- 녹음: 김성찬